# Вест Вју (Пенсилванија)
Вест Вју (енгл. West View) град је у америчкој савезној држави Пенсилванија.

## Демографија
По попису из 2010. године број становника је 6.771, што је 506 (-7,0%) становника мање него 2000. године.
| Група             | 2000.         | 2010.         |
| Белци             | 7.085 (97,4%) | 6.446 (95,2%) |
| Афроамериканци    | 68 (0,9%)     | 114 (1,7%)    |
| Азијати           | 38 (0,5%)     | 36 (0,5%)     |
| Хиспаноамериканци | 39 (0,5%)     | 68 (1,0%)     |
| Укупно            | 7.277         | 6.771         |